# Contenedor sobrenatural
En la mitología, un contenedor o container sobrenatural es un objeto o ser viviente que actúa como envase para sellar un ente sobrenatural. Las criaturas se sellan mediante escrituras mágicas, hechizos y conjuros. Las criaturas que son selladas suelen ser en su mayoría malignas y de enorme poder, y no pueden ser destruidas o detenidas por magos o hechiceros. Algunos ejemplos de estas criaturas son los espíritus, djinns, demonios, monstruos, etc. La criatura sellada puede tomar el control del objeto o de la persona cuando el hechizo es débil, las escrituras mágicas han sido alteradas, o cuando el contenedor experimenta emociones negativas extremas (ira, tristeza, desesperación o miedo).
Existen dos tipos de contenedores sobrenaturales: los contenedores inertes y los contenedores vivientes. Los contenedores inertes son objetos, como por ejemplo jarros, árboles, botellas, espadas, lámparas mágicas, rocas, o esferas de minerales especiales, entre otros. El contenedor viviente sería un ser viviente, principalmente un ser humano, que se sacrifica o es sacrificado para actuar como contenedor sobrenatural.
Según La Llave Menor de Salomón o Lemegeton Clavicula Salomonis, el Rey Salomón invocó y encerró a 72 demonios de alto rango en una vasija de bronce sellada mediante símbolos mágicos, obligándoles a trabajar para él. Este sería uno de los más famosos ejemplos de uso de contenedores sobrenaturales.